# Champigné
Champigné ist eine Ortschaft und eine Commune déléguée in der französischen Gemeinde Les Hauts-d’Anjou mit 2.273 Einwohnern (Stand: 1. Januar 2022) im Kanton Tiercé im Arrondissement Segré im Département Maine-et-Loire und in der Region Pays de la Loire. Die Commune déléguée hat eine Fläche von 22,7 km².
Die Gemeinde Champigné wurde am 15. Dezember 2016 mit Brissarthe, Contigné, Cherré, Marigné, Sœurdres und Querré zur neuen Gemeinde Les Hauts d’Anjou zusammengeschlossen.

## Geografie
Champigné liegt 45 Kilometer südöstlich von Le Mans und 35 Kilometer nördlich von Tours auf einer Höhe zwischen 21 und 80 Metern.

## Verkehr
Die Autoroute A28 (= E 502) von Le Mans nach Tours verläuft südwestlich in 6 km Entfernung. 

## Persönlichkeiten
- Hercule de Charnacé (1588–1637), Diplomat
- Henri Lebasque (1865–1937), französischer Maler